# 法蘭克福歷史博物館

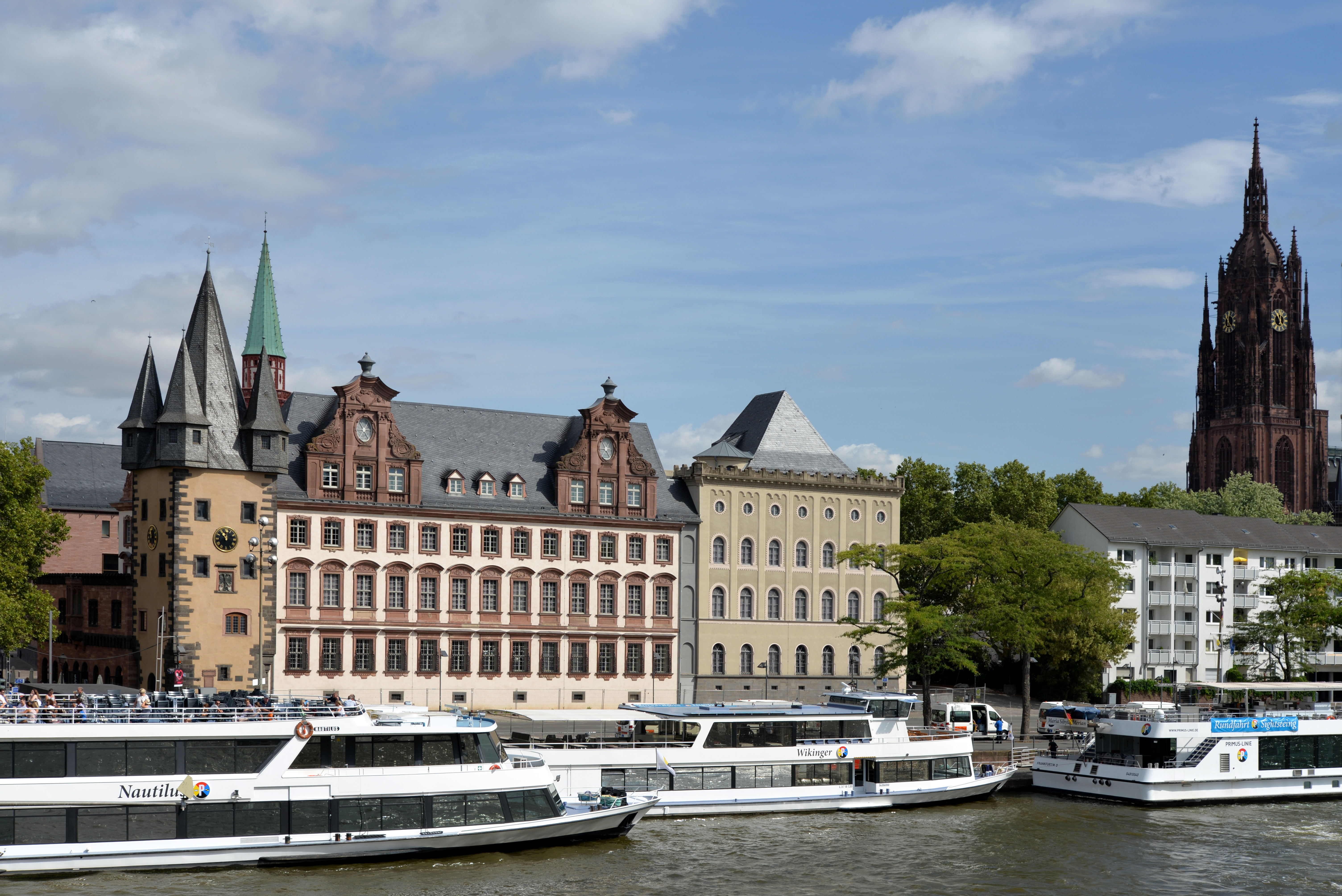

法蘭克福歷史博物館（德語：Historisches Museum Frankfurt）是位於德國美因河畔法蘭克福的一座博物館，其建立於1878年，主要收藏了與法蘭克福歷史相關的各類文化和歷史藏品，是回顧法蘭克福歷史的鏡子。從1955年開始，博物館移到了名叫薩爾霍芬（Saalhof）的歷史建築內，在1972年的時候對其進行了全新的擴展改造。
法蘭克福歷史博物館細數了該市輝煌多彩的歷史，介紹了1120年的薩爾豁夫禮拜堂、從行宮到早期的城市、中世紀後期的法蘭克福、法蘭克福的歷史解剖、從中世紀到今天的歷史，尤其集中在中世紀時期的法蘭克福。館內共收藏了近60萬件與法蘭克福城市歷史有關的展品，主要包括收藏油畫和版畫的藝術收藏館、紡織品收藏館、古錢幣陳列館、工藝美術物品以及古舊玩具收藏館，使得博物館的藏品豐富多樣。
此博物館內最吸引人的是擺放在門廳裏的自20世紀30年代以來這個城市的三個系列微縮模型，這些模型制造於1926-1955年間；其中最大的一個模型展示了中世紀時期的法蘭克福內城，另外兩個較小的模型則是展示了在1994年3月遭受兩次大規模炮轟的法蘭克福內城，制作特別精致，值得細細觀看。

## 館藏

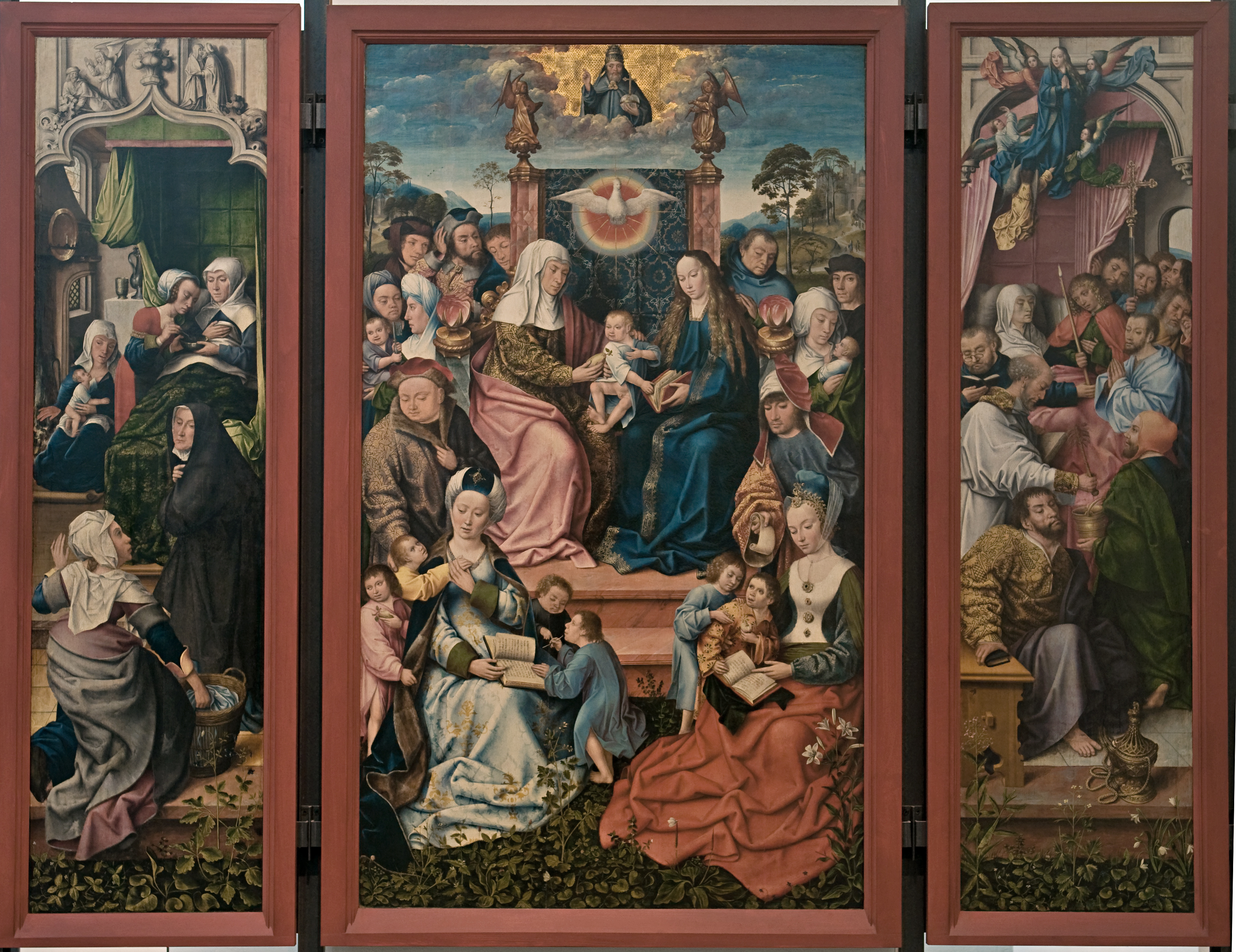
法蘭克福加爾默羅會教堂的聖亞納祭壇畫（約1500年），由法蘭克福大師（英语：Master of Frankfurt）創作，
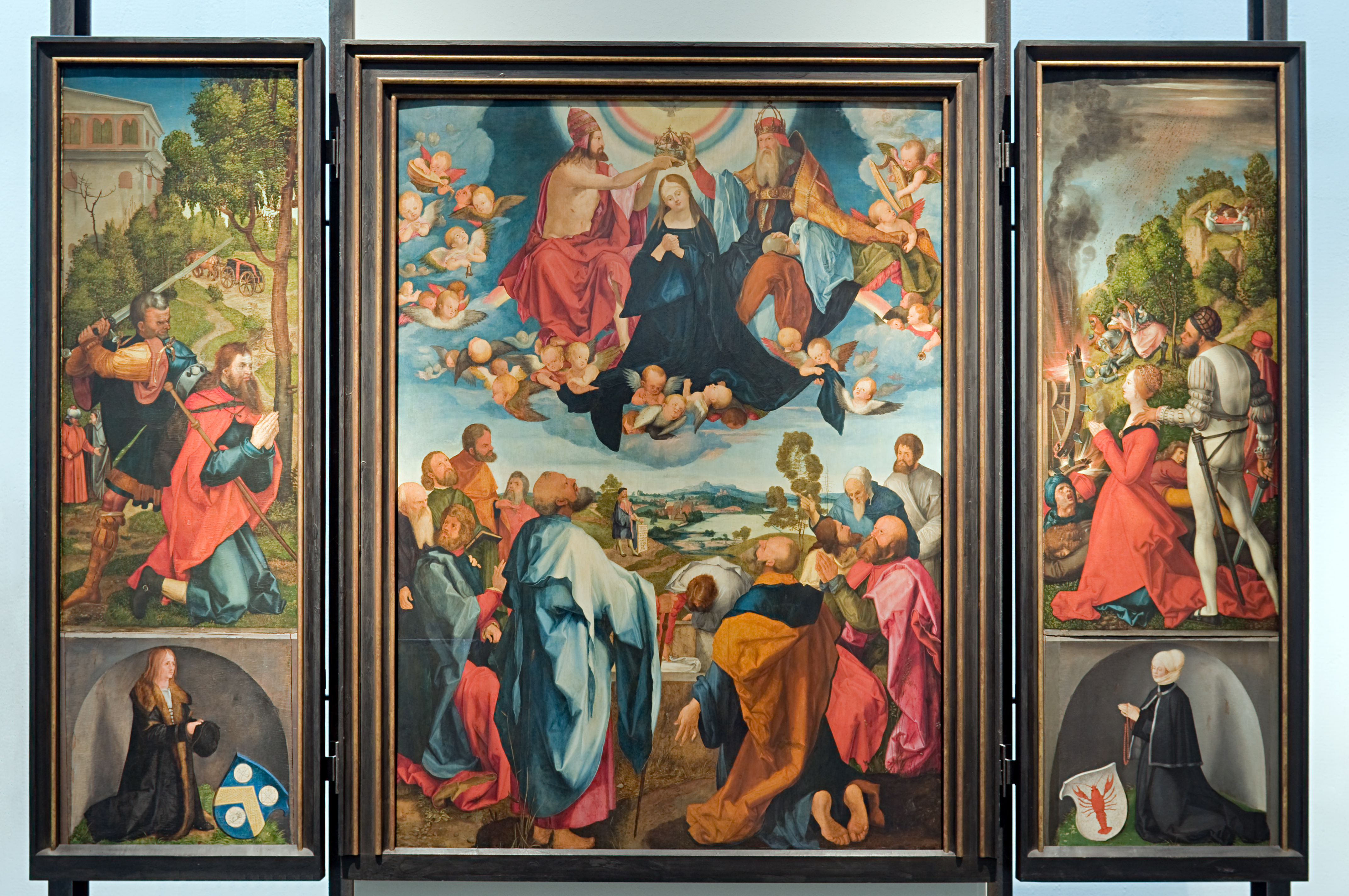
法蘭克福多明尼加修道院的海勒祭壇 (1508年)，阿爾布雷希特·丟勒 (Albrecht Dürer) 創作
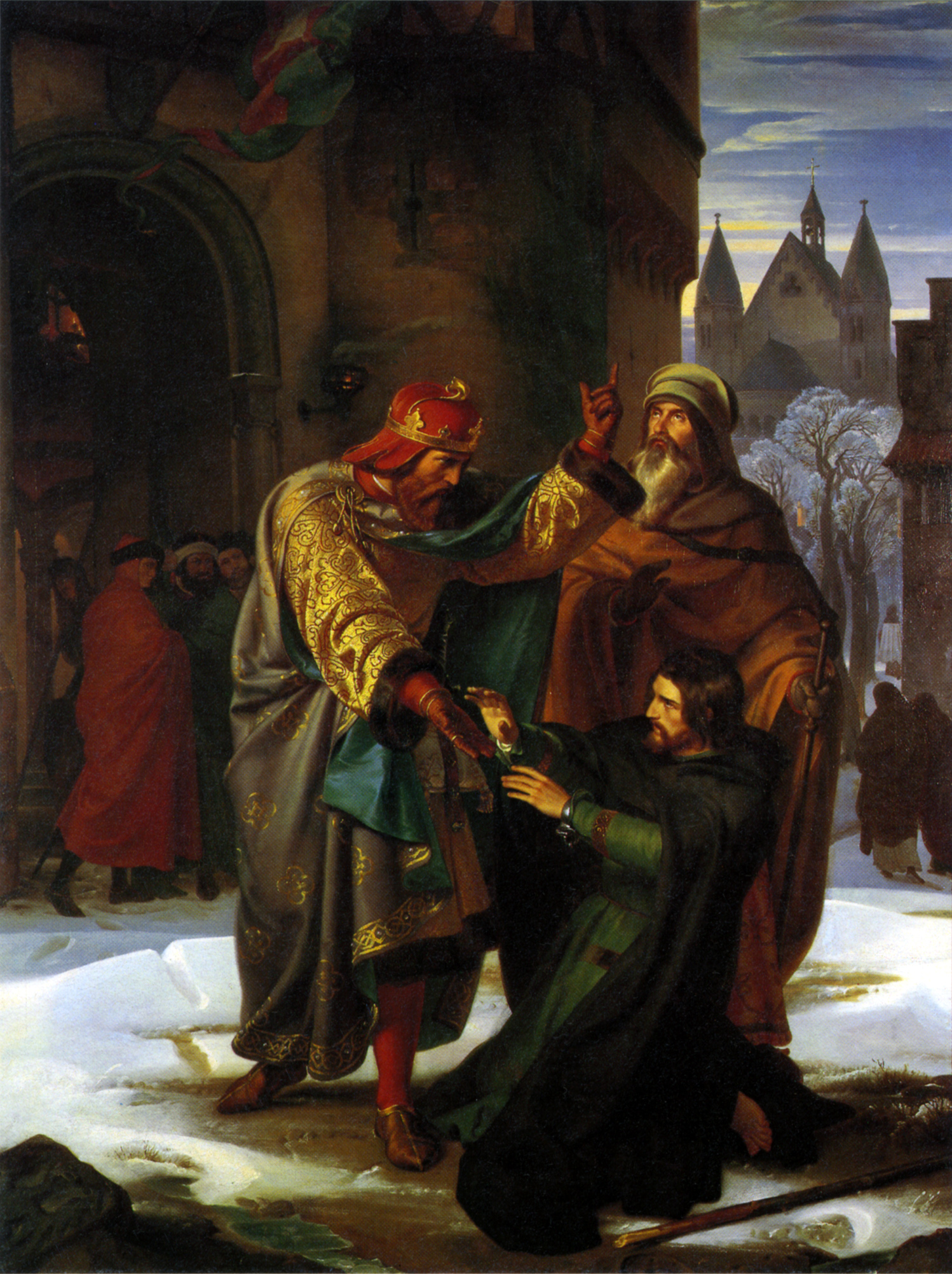
奧託一世皇帝與他的兄弟海因里希於941年在美因河畔法蘭克福的和解（1840年），作者：阿爾弗雷德·雷塞爾 (Alfred Rethel)
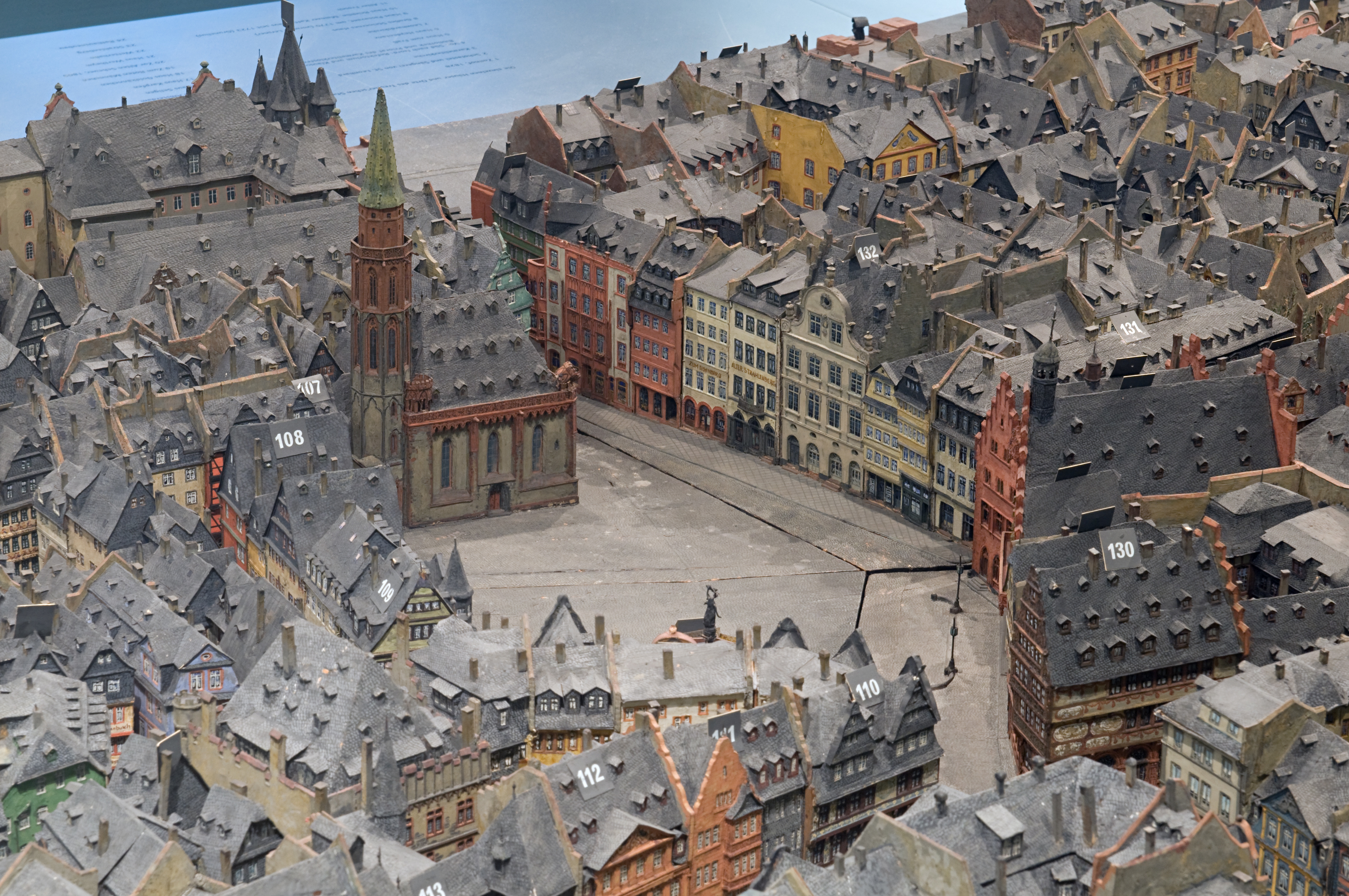
博物館的一大亮點是特羅納兄弟 (Treuner Brothers) 的老城 (Altstadt) 模型，展示了二戰轟炸前的面貌。